# Colin Moynihan
Colin Berkeley Moynihan, IV barone Moynihan (13 settembre 1955), è un imprenditore, dirigente sportivo e politico inglese.
Ex canottiere, è divenuto in seguito uomo d'affari ed è stato eletto in parlamento britannico.

## Biografia
Moynihan ha frequentato la Monmouth School dal 1968 al 1973, dove ha cominciato a praticare il canottaggio. Nel 1974 si è iscritto all'University College di Oxford, dal quale è uscito nel 1977 con una laurea in "filosofia, politica ed economia".
Come sportivo ha vinto un argento olimpico alle olimpiadi del 1980 a Mosca, nella gara dell'Otto.
In seguito è entrato nella carriera politica, prima come consulente del segretario agli Affari Esteri e poi come eletto conservatore, nel collegio di Lewisham East alla camera dei Comuni (1983-1992). Fra il 1987 ed il 1990 ha fatto parte del governo di Margaret Thatcher, come ministro dello Sport.
Dal 2005 è direttore dell'Associazione Olimpica Britannica.